# نخست‌وزیر قزاقستان
نخست‌وزیر قزاقستان (به قزاقی: Қазақстан Республикасының Премьер-Министрі) (به روسی: Премьер-Министр Республики Казахстан) رئیس دولت جمهوری قزاقستان و دارنده دومین مقام عالی در جمهوری قزاقستان پس از رئیس‌جمهور قزاقستان است. نخست‌وزیر ریاست کابینه را بر عهده دارد و در اجرای هر روزه وظایف پارلمان قزاقستان به رئیس‌جمهور مشاوره می‌دهد.
در دوران اتحاد جماهیر شوروی و قبل از استقلال قراقستان در سال ۱۹۹۱ این پست به‌عنوان رئیس شورای وزیران جمهوری سوسیالیستی قزاقستان شوروی شناخته می‌شد.
نخست‌وزیر پیشین قزاقستان، علی‌خان اسماعیلوف است که در ۵ ژانویه ۲۰۲۲ در پی اعتراضات سال ۲۰۲۲ جایگزین اصغر مامین شد. پس از او در تاریخ ۴ فوریه ۲۰۲۴ اولژاس بکتنوف به این سمت منصوب شد.